# Amphoe Phra Yuen
Amphoe Phra Yuen (thailändisch อำเภอ พระยืน) ist ein Landkreis (Amphoe – Verwaltungs-Distrikt) im Zentrum der Provinz Khon Kaen. Die Provinz Khon Kaen liegt im westlichen Teil der Nordostregion von Thailand, dem so genannten Isan.

## Geographie
Phra Yuen grenzt vom Norden im Uhrzeigersinn aus gesehen an die Amphoe Ban Fang, Mueang Khon Kaen, Ban Haet und Mancha Khiri.

## Geschichte
Phra Yuen wurde am 18. Oktober 1976 zunächst als „Zweigkreis“ (King Amphoe) eingerichtet, indem die drei Tambon Phra Yuen, Phra Bu und Ban Ton vom Amphoe Mueang Khon Kaen abgetrennt wurden.
Am 1. Januar 1988 wurde Phra Yuen zum Amphoe heraufgestuft.

## Verwaltung

### Provinzverwaltung
Der Landkreis Phra Yuen ist in fünf Tambon („Unterbezirke“ oder „Gemeinden“) eingeteilt, die sich weiter in 53 Muban („Dörfer“) unterteilen.
| Nr. | Name       | Thai    | Muban | Einw.  |
| --- | ---------- | ------- | ----- | ------ |
| 01. | Phra Yuen  | พระยืน   | 17    | 12.931 |
| 02. | Phra Bu    | พระบุ    | 08    | 04.323 |
| 03. | Ban Ton    | บ้านโต้น  | 09    | 06.571 |
| 04. | Nong Waeng | หนองแวง | 08    | 04.978 |
| 05. | Kham Pom   | ขามป้อม  | 11    | 05.731 |

### Lokalverwaltung
Es gibt vier Kommunen mit „Kleinstadt“-Status (Thesaban Tambon) im Landkreis:
- Phra Yuen Ming Mongkhon (Thai: เทศบาลตำบลพระยืนมิ่งมงคล) besteht aus Teilen des Tambon Phra Yuen.
- Phra Bu (Thai: เทศบาลตำบลพระบุ) besteht aus dem gesamten Tambon Phra Bu.
- Ban Ton (Thai: เทศบาลตำบลบ้านโต้น) besteht aus dem gesamten Tambon Ban Ton.
- Phra Yuen (Thai: เทศบาลตำบลพระยืน) besteht aus weiteren Teilen des Tambon Phra Yuen.

Außerdem gibt es zwei „Tambon-Verwaltungsorganisationen“ (องค์การบริหารส่วนตำบล – Tambon Administrative Organizations, TAO):
- Nong Waeng (Thai: องค์การบริหารส่วนตำบลหนองแวง)
- Kham Pom (Thai: องค์การบริหารส่วนตำบลขามป้อม)